# Infamous: Festival of Blood
Infamous: Festival of Blood is een alleenstaande dlc ontwikkeld door Sucker Punch Productions. Het spel is uitgegeven door Sony Computer Entertainment op 26 oktober 2011 in Europa.